# Storm Hunterová
Storm Hunterová (rozená Sandersová, * 11. srpna 1994 Rockhampton) je australská profesionální tenistka hrající levou rukou. V letech 2023–2024 byla světovou jedničkou ve čtyřhře, kterou se stala jako čtyřicátá osmá v pořadí a třetí Australanka od zavedení klasifikace WTA v roce 1984 po Stubbsové a Stosurové. Na vrcholu strávila dvanáct týdnů. Sezónu 2023 završila jako konečná jednička. S krajanem Johnem Peersem triumfovala ve smíšené čtyřhře US Open 2022. Ve své dosavadní kariéře na okruhu WTA Tour vyhrála osm turnajů ve čtyřhře včetně tří z kategorie WTA 1000. V sérii WTA 125 vybojovala jednu deblovou trofej. V rámci okruhu ITF získala tři tituly ve dvouhře a třináct ve čtyřhře.
Na žebříčku WTA byla ve dvouhře nejvýše klasifikována v dubnu 2024 na 114. místě a ve čtyřhře v listopadu 2023 na 1. místě. Trénuje ji bývalá australská tenistka Nicole Prattová.
V australském týmu Billie Jean King Cupu debutovala v roce 2021 pražskou základní skupinou finále proti Belgii. Za rozhodnutého stavu prohrála s Ellen Perezovou čtyřhru s párem Minnenová a Flipkensová. Australanky zvítězily 2:1 na zápasy. V semifinále proti Švýcarsku podlehla ve dvouhře Teichmannové a soupeřky postoupily do boje o titul. Do listopadu 2024 v soutěži nastoupila k devíti mezistátním utkáním s bilancí 6–2 ve dvouhře a 4–2 ve čtyřhře.
Austrálii reprezentovala na odložených Letních olympijských hrách 2020 v Tokiu. V ženské čtyřhře vytvořila šestou nasazenou dvojici se singlovou světovou jedničkou Ashleigh Bartyovou. Ve čtvrtfinále je však vyřadil první světový pár Barbora Krejčíková a Kateřina Siniaková, jehož členky si odvezly zlaté medaile.

## Tenisová kariéra
V rámci hlavních soutěží okruhu ITF debutovala v květnu 2010, když na turnaj v australském Bundabergu s dotací 25 tisíc dolarů obdržela divokou kartu. V úvodním kole podlehla Japonce Mari Inoueové ve třech setech. Premiérový singlový titul v této úrovni tenisu vybojovala během února 2013 na launcestonakém turnaji v Tasmánii s rozpočtem dvacet pět tisíc dolarů. Ve finále přehrála japonskou hráčku Šúko Aojamovou po třísetovém průběhu.
V kvalifikacích okruhu WTA Tour debutovala na lednovém Moorilla Hobart International 2012. Na úvod kvalifikačního turnaje podlehla španělské tenistce Estrelle Cabezaové Candelaové. První singlový zápas v hlavní soutěži túry WTA odehrála na Moorilla Hobart International 2014, kam obdržela divokou kartu. V prvním duelu dovolila uhrát čtyři gamy čínské hráčce Pcheng Šuaj, aby ji poté zastavila druhá nasazená Belgičanka a členka elitní světové dvacítky Kirsten Flipkensová, jež získala tiebreak druhé i třetí sady. Utkání trvalo více než dvě a půl hodiny.

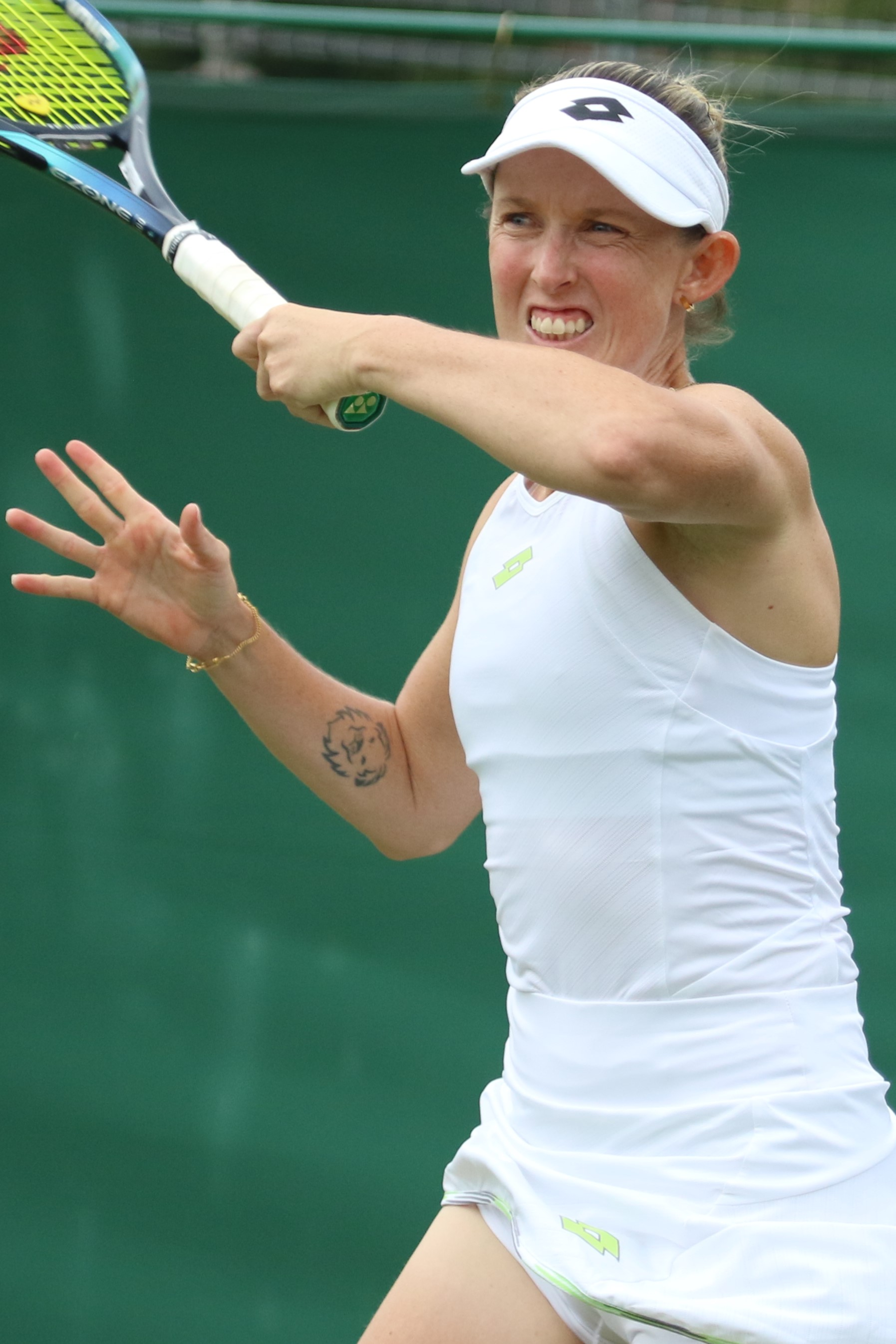
V kvalifikaci Wimbledonu 2023

Premiérový titul na okruhu WTA Tour vybojovala ve dvaceti dvou letech během červnové čtyřhry AEGON Open Nottingham 2017, když ve finále s krajankou Monique Adamczakovou porazily britskou dvojici Jocelyn Raeová a Laura Robsonová až v rozhodujícím supertiebreaku. Se stejnou partnerkou odešly jako poražené finalistky ze zářijových akcí, nejdříve z tokijského Japan Women's Open 2017 po porážce od páru Šúko Aojamová a Jang Čao-süan, a poté z kantonálního Guangzhou International Women's Open 2017 po prohře od belgicko-nizozemské dvojice Elise Mertensová a Demi Schuursová.
Debut v hlavní soutěži nejvyšší grandslamové kategorie zaznamenala v ženské čtyřhře Australian Open 2012. Do turnaje nastoupily s krajankou Tammi Pattersonovou na divokou kartu. V úvodním kole však obdržely dva „kanáry“ od jedenácté nasazené dvojice Italek a pozdějších finalistek Sary Erraniové a Roberty Vinciové. Na témže grandslamu si zahrála opět díky divoké kartě také první kvalifikaci dvouhry v rámci majorů, z níž odešla poražena v první fázi od Bulharky Elici Kostovové. Do hlavní soutěže grandslamové dvouhry pak premiérově zasáhla na Australian Open 2014 a to díky další divoké kartě od pořadatelů. Po třísetovém průběhu ji na úvod vyřadila Italka Camila Giorgiová. O rok později ji v první fázi Australian Open 2015 zdolala čtyřicátá šestá hráčka žebříčku Klára Koukalová po dvousetovém průběhu.
Kvalifikací turnaje WTA Tour, bez divoké karty do dvouhry, dokázala poprvé projít na nančchangském Jiangxi International Open 2016. V úvodním utkání srpnového turnaje však skončila na raketě pozdější americké finalistky Vanie Kingové. První deblovou trofej v kategorii WTA 1000 vybojovala s Brazilkou Luisou Stefaniovou na říjnovém Guadalajara Open Akron 2022. Po skončení se poprvé posunula do elitní světové desítky, když figurovala na 8. příčce žebříčku čtyřhry.
Na tréninku v týdnu před rozehráním dubnové kvalifikace Billie Jean King Cupu 2024 mezi Austrálií a Mexikem si přetrhla Achillovu šlachu, znamenající minimálně čtyř až šestiměsíční přerušení kariéry včetně neúčasti na pařížské olympiádě. V době zranění figurovala na třetí příčce deblového žebříčku a její spoluhráčkou byla Kateřina Siniaková, s níž začala stabilně hrát v lednu 2024.

## Soukromý život
Narodila se roku 1994 v queenslandském Rockhamptonu do rodiny vojáků z povolání Michaela a Genene Sandersových, sloužících v námořnictvu. Také bratr Baden Sanders je příslušníkem australské armády.
Tenis začala hrát v šesti letech. Praktikuje celodvorcový styl od základní čáry; za silný úder uvedla forhend a jako preferovaný povrch tvrdý.
V listopadu 2022 se vdala za Loughlina Huntera ve victorijském městě Wahgunyah. Na svatbě byly přítomny australské spoluhráčky Darja Savilleová, Samantha Stosurová, Maddison Inglisová, Jaimee Fourlisová či Priscilla Honová.

## Finále na Grand Slamu

### Ženská čtyřhra: 1 (0–1)
| Stav       | rok  | turnaj    | povrch | spoluhráčka      | soupeřky ve finále          | výsledek |
| ---------- | ---- | --------- | ------ | ---------------- | --------------------------- | -------- |
| Finalistka | 2023 | Wimbledon | tráva  | Elise Mertensová | Sie Šu-wej Barbora Strýcová | 5–7, 4–6 |

### Smíšená čtyřhra: 1 (1–0)
| Stav    | rok  | turnaj  | povrch | spoluhráč  | soupeři ve finále                          | výsledek         |
| ------- | ---- | ------- | ------ | ---------- | ------------------------------------------ | ---------------- |
| Vítězka | 2022 | US Open | tvrdý  | John Peers | Kirsten Flipkensová Édouard Roger-Vasselin | 4–6, 6–4, [10–7] |

## Finále na okruhu WTA Tour

### Čtyřhra: 17 (8–9)
| Legenda                                        |
| ---------------------------------------------- |
| Grand Slam (0–1)                               |
| Turnaj mistryň (0)                             |
| Premier Mandatory & Premier 5 / WTA 1000 (4–1) |
| Premier / WTA 500 (2–1)                        |
| International / WTA 250 (2–6)                  |

| Stav       | č. | datum             | turnaj                                | povrch     | spoluhráčka          | soupeřky ve finále                             | výsledek                   |
| ---------- | -- | ----------------- | ------------------------------------- | ---------- | -------------------- | ---------------------------------------------- | -------------------------- |
| Vítězka    | 1. | 18. června 2017   | Nottingham, Spojené království        | tráva      | Monique Adamczaková  | Jocelyn Raeová Laura Robsonová                 | 6–4, 4–6, [10–4]           |
| Finalistka | 1. | 16. září 2017     | Tokio, Japonsko                       | tvrdý      | Monique Adamczaková  | Šúko Aojamová Jang Čao-süan                    | 0–6, 6–2, [5–10]           |
| Finalistka | 2. | 23. září 2017     | Kanton, Čína                          | tvrdý      | Monique Adamczaková  | Elise Mertensová Demi Schuursová               | 2–6, 3–6                   |
| Vítězka    | 2. | 17. února 2020    | Hua Hin, Thajsko                      | tvrdý      | Arina Rodionovová    | Barbara Haasová Ellen Perezová                 | 6–3, 6–3                   |
| Finalistka | 3. | 13. září 2020     | Istanbul, Turecko                     | antuka     | Ellen Perezová       | Alexa Guarachiová Desirae Krawczyková          | 1–6, 3–6                   |
| Finalistka | 4. | 18. dubna 2021    | Charleston, Spojené státy             | antuka (z) | Ellen Perezová       | Hailey Baptisteová Caty McNallyová             | 7–6(7–4), 4–6, [6–10]      |
| Finalistka | 5. | 13. června 2021   | Nottingham, Spojené království        | tráva      | Caroline Dolehideová | Ljudmyla Kičenoková Makoto Ninomijová          | 4–6, 7–6(7–3), [8–10]      |
| Vítězka    | 3. | 9. ledna 2022     | Adelaide, Austrálie                   | tvrdý      | Ashleigh Bartyová    | Darija Juraková Schreiberová Andreja Klepačová | 6–1, 6–4                   |
| Vítězka    | 4. | 19. června 2022   | Berlín, Německo                       | tráva      | Kateřina Siniaková   | Alizé Cornetová Jil Teichmannová               | 6–4, 6–3                   |
| Vítězka    | 5. | 23. října 2022    | Guadalajara, Mexiko                   | tvrdý      | Luisa Stefaniová     | Anna Danilinová Beatriz Haddad Maiová          | 7–6(7–4), 6–7(2–7), [10–8] |
| Finalistka | 6. | 7. ledna 2023     | Adelaide, Austrálie                   | tvrdý      | Kateřina Siniaková   | Asia Muhammadová Taylor Townsendová            | 2–6, 6–7(2–7)              |
| Vítězka    | 6. | 20. května 2023   | Řím, Itálie                           | antuka     | Elise Mertensová     | Coco Gauffová Jessica Pegulaová                | 6–4, 6–4                   |
| Finalistka | 7. | 25. června 2023   | Birmingham, Spojené království        | tráva      | Alycia Parksová      | Marta Kosťuková Barbora Krejčíková             | 2–6, 6–7(7–9)              |
| Finalistka | 8. | 16. července 2023 | Wimbledon, Londýn, Spojené království | tráva      | Elise Mertensová     | Sie Šu-wej Barbora Strýcová                    | 5–7, 4–6                   |
| Vítězka    | 7. | 23. září 2023     | Guadalajara, Mexiko (2)               | tvrdý      | Elise Mertensová     | Gabriela Dabrowská Erin Routliffeová           | 3–6, 6–2, [10–4]           |
| Vítězka    | 8. | 24. února 2024    | Dubaj, Spojené arabské emiráty        | tvrdý      | Kateřina Siniaková   | Nicole Melichar-Martinezová Ellen Perezová     | 6–4, 6–2                   |
| Finalistka | 9. | 16. března 2024   | Indian Wells, Spojené státy           | tvrdý      | Kateřina Siniaková   | Sie Šu-wej Elise Mertensová                    | 3–6, 4–6                   |

## Finále série WTA 125
| Legenda                  |
| ------------------------ |
| D – dvouhra; Č – čtyřhra |
| WTA 125 (0–1 D; 1–0 Č)   |

### Dvouhra: 1 (0–1)
| Stav       | č. | datum     | turnaj        | povrch | soupeřka ve finále  | výsledek           |
| ---------- | -- | --------- | ------------- | ------ | ------------------- | ------------------ |
| Finalistka | 1. | únor 2024 | Bombaj, Indie | tvrdý  | Darja Semeņistajová | 7–5, 6–7(6–8), 2–6 |

### Čtyřhra: 1 (1–0)
| Stav    | č. | datum       | turnaj            | povrch | spoluhráčka    | soupeřky ve finále                  | výsledek       |
| ------- | -- | ----------- | ----------------- | ------ | -------------- | ----------------------------------- | -------------- |
| Vítězka | 1. | květen 2023 | Lleida, Španělsko | antuka | Ellen Perezová | Alexa Guarachiová Erin Routliffeová | 6–1, 7–6(10–8) |

## Finále na okruhu ITF
| Dotace turnajů okruhu ITF | Dotace turnajů okruhu ITF |
| ------------------------- | ------------------------- |
| 100 000 $ tournaments     | 80 000 $ tournaments      |
| 75 000 $ tournaments      | 60 000 $ tournaments      |
| 50 000 $ tournaments      | 25 000 $ tournaments      |
| 15 000 $ tournaments      | 10 000 $ tournaments      |

### Dvouhra: 5 (3–2)
| Stav       | č. | datum           | turnaj                 | povrch | soupeřka ve finále | výsledek      |
| ---------- | -- | --------------- | ---------------------- | ------ | ------------------ | ------------- |
| Vítězka    | 1. | 4. února 2013   | Launceston, Austrálie  | tvrdý  | Šúko Aojamová      | 6–4, 6–4      |
| Finalistka | 1. | 18. března 2013 | Ipswich, Austrálie     | tvrdý  | Jelena Pandžićová  | 5–7, 6–2, 2–6 |
| Finalistka | 2. | 28. září 2015   | Tweed Heads, Austrálie | tvrdý  | Dalma Gálfiová     | 2–6, 6–3, 1–6 |
| Vítězka    | 2. | listopad 2019   | Playford, Austrálie    | tvrdý  | Lizette Cabrerová  | 6–3, 6–4      |
| Vítězka    | 3. | únor 2023       | Burnie, Austrálie      | tvrdý  | Olivia Gadecká     | 6–4, 6–3      |

### Čtyřhra (13 titulů)
| č.  | datum             | turnaj                         | povrch | spoluhráčka         | poražené finalistky                     | výsledek         |
| --- | ----------------- | ------------------------------ | ------ | ------------------- | --------------------------------------- | ---------------- |
| 1.  | 1. července 2013  | Sacramento, Spojené státy      | tvrdý  | Naomi Broadyová     | Robin Andersonová Lauren Embreeová      | 6–3, 6–4         |
| 2.  | 27. ledna 2014    | Burnie, Austrálie              | tvrdý  | Jarmila Gajdošová   | Eri Hozumiová Miki Mijamurová           | 6–4, 6–4         |
| 3.  | 7. července 2014  | Sacramento, Spojené státy      | tvrdý  | Darja Gavrilovová   | Maria Sanchezová Zoe Gwen Scandalisová  | 6–2, 6–1         |
| 4.  | 20. července 2015 | Granby, Kanada                 | tvrdý  | Jessica Mooreová    | Laura Robsonová Erin Routliffeová       | 7–5, 6–2         |
| 5.  | 5. října 2015     | Cairns, Austrálie              | tvrdý  | Jessica Mooreová    | Jennifer Elieová Asia Muhammadová       | 6–0, 6–3         |
| 6.  | 31. října 2016    | Canberra, Austrálie            | tvrdý  | Jessica Mooreová    | Alison Baiová Lizette Cabrerová         | 6–3, 6–4         |
| 7.  | 6. května 2017    | Wiesbaden, Německo             | tvrdý  | Vivian Heisenová    | Diāna Marcinkēvičová Rebeka Masárová    | 7–5, 5–7, [10–8] |
| 8.  | 10. června 2017   | Surbiton, Spojené království   | tráva  | Monique Adamczaková | Čang Kchaj-čen Marina Erakovicová       | 7–5, 6–4         |
| 9.  | květen 2019       | Řím, Itálie                    | antuka | Arina Rodionovová   | Gabriela Ceová Cristina Dinuová         | 6–2, 6–3         |
| 10. | květen 2019       | La Bisbal D'Emporda, Španělsko | antuka | Arina Rodionovová   | Dalma Gálfiová Georgina García Pérezová | 6–4, 6–4         |
| 11. | listopad 2019     | Playford, Austrálie            | tvrdý  | Asia Muhammadová    | Naiktha Bainsová Tereza Mihalíková      | 6–3, 6–4         |
| 12. | leden 2020        | Burnie, Austrálie (2)          | tvrdý  | Ellen Perezová      | Desirae Krawczyková Asia Muhammadová    | 6–3, 6–2         |
| 13. | květen 2021       | Charleston, Spojené státy      | antuka | Caty McNallyová     | Eri Hozumiová Miju Katová               | 7–5, 4–6, [10–6] |

## Finále soutěží družstev: 1 (0–1)
| Výsledek   | č. | datum a místo konání                                                                              | spoluhráčky                                                            | soupeřky                                                                  | skóre |
| ---------- | -- | ------------------------------------------------------------------------------------------------- | ---------------------------------------------------------------------- | ------------------------------------------------------------------------- | ----- |
| Finalistka | 1. | Billie Jean King Cup 2022 13. listopadu 2022 Glasgow, Velká Británie tvrdý (hala), Emirates Arena | Ajla Tomljanovićová Priscilla Honová Ellen Perezová Samantha Stosurová | Švýcarsko                                                                 | 0–2   |
| Finalistka | 1. | Billie Jean King Cup 2022 13. listopadu 2022 Glasgow, Velká Británie tvrdý (hala), Emirates Arena | Ajla Tomljanovićová Priscilla Honová Ellen Perezová Samantha Stosurová | Belinda Bencicová Jil Teichmannová Viktorija Golubicová Simona Waltertová | 0–2   |